# Robert Eddison
Robert Eddison OBE (* 10. Juni 1908 in Yokohama, Japan; † 14. Dezember 1991 in London, England) war ein britischer Schauspieler.

## Leben und Karriere
Ab 1938 stand Eddison für Kino- und Fernsehproduktionen vor der Kamera. Nach Beginn des Zweiten Weltkriegs, in dem er Dienst ableistete, konnte er jedoch erst 1948 wieder eine neue Rolle finden, diesmal für den Film Vice Versa. Ab den 1970er-Jahren trat Eddison vermehrt in TV-Filmen mit historischem oder literarischem Hintergrund auf, wie etwa 1970 in Edward II. oder Oedipus the King 1984. Eddison hatte seine wohl bekannteste Filmrolle als uralter Gralswächter im Film Indiana Jones und der letzte Kreuzzug, seinem vorletzten Kinofilm. Seine Filmkarriere beschloss er 1991 in Amerikanische Freundinnen. Noch Ende desselben Jahres verstarb er.
Im Vergleich zu seiner Filmkarriere war Eddison als Bühnendarsteller deutlich profilierter. Er spielte in vielen Stücken von William Shakespeare, eine seiner Glanzrollen war der Hamlet am Old Vic Theatre. Auch den König Lear spielte er in einer New Yorker Produktion. Für seinen Auftritt in Was ihr wollt wurde Eddison mit einem Laurence Olivier Award als Bester Nebendarsteller ausgezeichnet. Daneben stand er in weiteren klassischen Stücken von Sophokles, Henrik Ibsen, Anton Tschechow und Oscar Wilde auf der Bühne. 1988 wurde er für seine Verdienste um das Theater zum Order of the British Empire erhoben.

## Filmografie (Auswahl)
- 1938: Tobias and the Angel (Fernsehfilm)
- 1938: Sixty Glorious Years
- 1938: Doctor ‘My Book’ (Fernsehfilm)
- 1948: Vice Versa
- 1954: The Angel Who Pawned Her Harp
- 1964: Selkirk of Red River
- 1966: Hier war ich glücklich (I Was Happy Here)
- 1970: Edward II. (Fernsehfilm)
- 1972: Der gelbe Junge (The Boy Who Turned Yellow)
- 1975: Sky (Fernsehserie, sechs Folgen)
- 1981: Bognor (Fernsehserie, sechs Folgen)
- 1984: Antigone (Fernsehfilm)
- 1984: Oedipus the King (Fernsehfilm)
- 1987: Scoop (Fernsehfilm)
- 1987: Porterhouse Blue (Fernseh-Miniserie, eine Folge)
- 1989: Indiana Jones und der letzte Kreuzzug (Indiana Jones and the Last Crusade)
- 1991: Amerikanische Freundinnen (American Friends)